# 马澄坤
马澄坤（1957年—），男，香港新闻出版工作者，曾任東方日報主编，東方企控集團主席、榮譽主席、执行董事，第十、十一届全国政协委员。

## 家庭
父亲是東方報業創辦人马惜珍。